# Sammy Angott
Sammy Angott (ur. jako Salvatore Engotti 17 stycznia 1915 w Washington w Pensylwanii, zm. 22 października 1980 w Euclid w stanie Ohio) – amerykański bokser, zawodowy mistrz świata kategorii lekkiej.
Angott był bokserem, którego styl walki nie był widowiskowy. Często klinczował (stąd przydomek The Clutch) i niewiele walk wygrał przez nokaut. Dwukrotnie jednak zdobywał tytuł mistrza świata. 
Rozpoczął karierę boksera zawodowego w 1935. W 1938 dwukrotnie wygrał z Wesleyem Rameyem, stoczył trzy walki z Leo Rodakiem, z których pierwszą przegrał, a dwie następne wygrał a także pokonał Freddiego Millera. W 1939 wygrał m.in. z Baby Arizmendim.
3 maja 1940 w Louisville zmierzył się z Daveyem Dayem o wakujący tytuł mistrza świata organizacji NBA w wadze lekkiej (NBA pozbawiła pasa dotychczasowego mistrza Lou Ambersa za odmowę walki z Dayem). Sędzią ringowym i jedynym sędzią punktowym był Jack Dempsey, który przyznał zwycięstwo na punkty po 15 rundach Angottowi. W 1940 Angott nie bronił tytułu, tylko stoczył kilka walk towarzyskich, w których m.in. zremisował z Arizmendim, przegrał z Fritziem Zivicem i pokonał Boba Montgomery'ego. W 1941 wygrał w walkach towarzyskich m.in. z Lennym Mancinim (ojcem Raya „Boom Boom” Manciniego) oraz przegrał z Sugar Rayem Robinsonem, a 19 grudnia w Madison Square Garden w Nowym Jorku zmierzył się z mistrzem świata wagi lekkiej według NYSAC Lewem Jenkinsem. Wygrał jednogłośnie na punkty i został uniwersalnym mistrzem świata. 15 maja 1942 w Madison Square Garden pokonał w obronie tytułu Alliego Stoltza. W wym samym roku wygrał dwukrotnie w towarzyskich walkach z Bobem Montgomerym i przegrał ponownie z Sugar Rayem Robinsonem. W grudniu 1942 ogłosił rezygnację z tytułu mistrza świata wskutek kontuzji dłoni, a także, ponieważ postanowił pracować w stalowni dla wspomożenia wysiłku USA podczas II wojny światowej.
Jednak już 19 marca 1943 Angott walczył ponownie w Madison Square Garden z niepokonanym dotąd w 62 walkach Williem Pepem. Angott wygrał tę walkę na punkty po 10 rundach. 11 czerwca tego roku, również w MSG, przegrał na punkty z Henrym Armstrongiem, a 27 października w Los Angeles pokonał w walce o wakujący tytuł mistrza świata NBA w wadze lekkiej Sluggera White'a. 28 stycznia 1944  zremisował w towarzyskiej walce z Beau Jackiem, a 8 marca tego roku w Los Angeles stracił tytuł mistrza świata po porażce z Juanem Zuritą.
Później już nie walczył o tytuł, ale mierzył się z wieloma znanymi pięściarzami. W 1944 został dwukrotnie pokonany przez Ike’a Williamsa, z którym wygrał w 1945. W 1946 przegrał z Beau Jackiem i po raz trzeci z Sugar Rayem Robinsonem. Kontynuował karierę do 1950. 
Zmarł w październiku 1980 w szpitalu Cleveland Clinic w Euclid po doznaniu udaru mózgu kilka dni wcześniej.
Został wybrany w 1998 do Międzynarodowej Bokserskiej Galerii Sławy.